# Celestí Galceran i Carrer

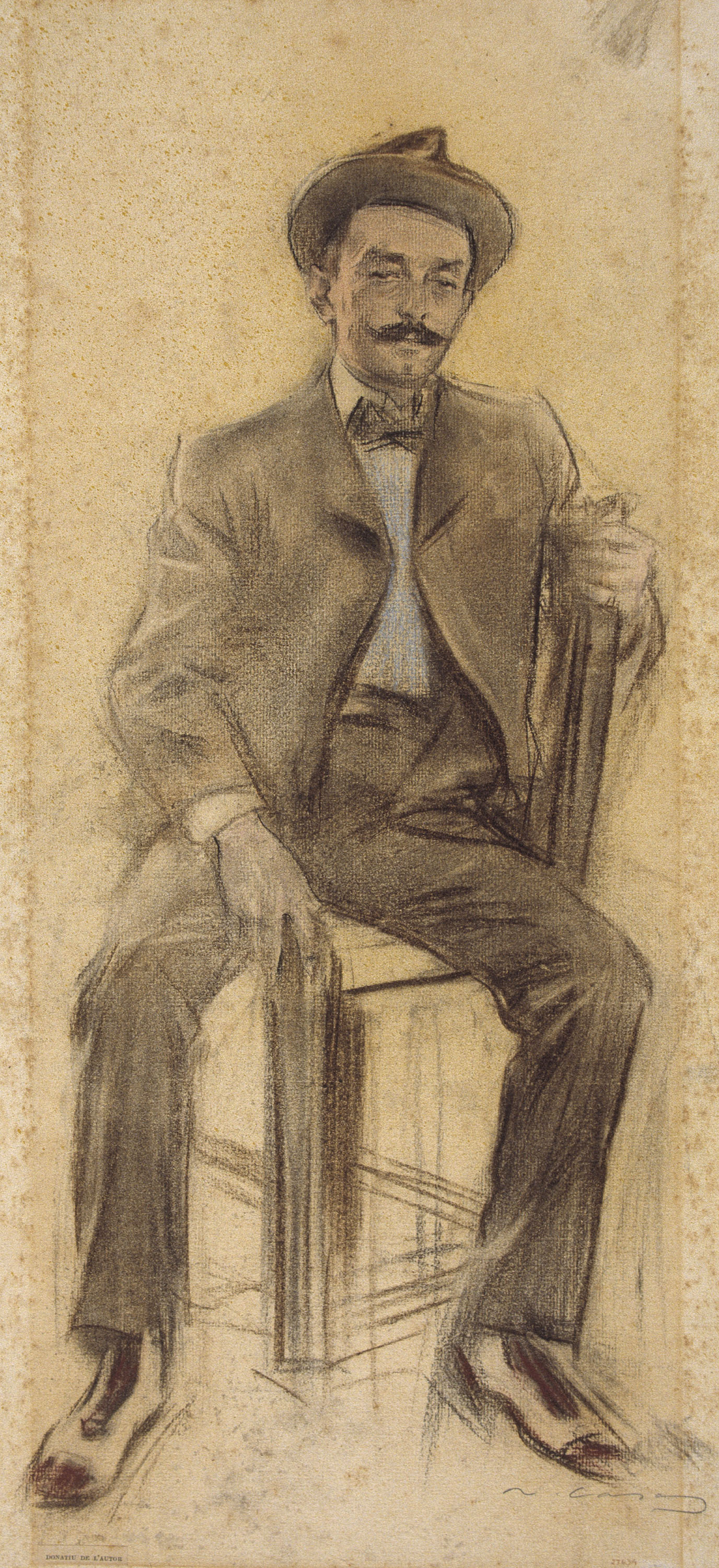
Celestí Galceran vist per Ramon Casas (MNAC).

Celestí Galceran i Carrer (Igualada, Anoia, 1863 — Barcelona, 1936) fou dibuixant català de tendència política anarquista.
Estudià medicina però abandonà els estudis per les aficions pictòriques i literàries. Fou membre del Centre d'Aquarel·listes de Barcelona i s'especialitzà en paisatges i ambients dels ports. El 1885 i el 1891 va exposar a diverses galeries de Barcelona, i alguns dibuixos seus són exposats al Museu Nacional d'Art de Catalunya. Pel que fa a la literatura, fou amic d'Adrià Gual, formà de la colla del Foc Nou amb Jaume Brossa i Roger i el 1900 traduí al català la peça de teatre La Gioconda de Gabriele d'Annunzio, a qui considerava el Goethe de la nostra generació. També va col·laborar a La Revista Blanca, de tendència anarquista.